# Gillam
Gillam es un pueblo ubicado en el río Nelson en el norte de Manitoba, Canadá. Está situado entre Thompson y Churchill en la línea ferroviaria de Hudson Bay. La ruta provincial 280 conecta a Gillam del resto de Manitoba, convirtiéndola en una de las comunidades del norte de la provincia accesible por carretera durante todo el año. Para ir hacia Churchill solamente una ruta ferroviaria está disponible todo el año.
Muchos residentes de Gillam son contratados por la hidroeléctrica de Manitoba en tres de las represas más grandes de Manitoba, la estación de generación de Kettle, la estación de generación de Long Spruce y la estación de generación de Limestone, localizadas en las afueras de Gillam.

## Clima
| Parámetros climáticos promedio de Gillam (1971-2000) | Parámetros climáticos promedio de Gillam (1971-2000) | Parámetros climáticos promedio de Gillam (1971-2000) | Parámetros climáticos promedio de Gillam (1971-2000) | Parámetros climáticos promedio de Gillam (1971-2000) | Parámetros climáticos promedio de Gillam (1971-2000) | Parámetros climáticos promedio de Gillam (1971-2000) | Parámetros climáticos promedio de Gillam (1971-2000) | Parámetros climáticos promedio de Gillam (1971-2000) | Parámetros climáticos promedio de Gillam (1971-2000) | Parámetros climáticos promedio de Gillam (1971-2000) | Parámetros climáticos promedio de Gillam (1971-2000) | Parámetros climáticos promedio de Gillam (1971-2000) | Parámetros climáticos promedio de Gillam (1971-2000) |
| Mes                                                  | Ene.                                                 | Feb.                                                 | Mar.                                                 | Abr.                                                 | May.                                                 | Jun.                                                 | Jul.                                                 | Ago.                                                 | Sep.                                                 | Oct.                                                 | Nov.                                                 | Dic.                                                 | Anual                                                |
| ---------------------------------------------------- | ---------------------------------------------------- | ---------------------------------------------------- | ---------------------------------------------------- | ---------------------------------------------------- | ---------------------------------------------------- | ---------------------------------------------------- | ---------------------------------------------------- | ---------------------------------------------------- | ---------------------------------------------------- | ---------------------------------------------------- | ---------------------------------------------------- | ---------------------------------------------------- | ---------------------------------------------------- |
| Temp. máx. abs. (°C)                                 | 2.9                                                  | 4.6                                                  | 19.0                                                 | 28.7                                                 | 32.4                                                 | 36.8                                                 | 35.2                                                 | 35.1                                                 | 31.0                                                 | 22.4                                                 | 9.5                                                  | 2.6                                                  | 36.8                                                 |
| Temp. máx. media (°C)                                | -21                                                  | -16.3                                                | -8.2                                                 | 1.7                                                  | 10.5                                                 | 17.8                                                 | 21.4                                                 | 19.6                                                 | 11.4                                                 | 3.1                                                  | -8.1                                                 | -17.8                                                | 1.2                                                  |
| Temp. media (°C)                                     | −25.8                                                | −22                                                  | −15.1                                                | -4.7                                                 | 4.4                                                  | 11.4                                                 | 15.3                                                 | 13.9                                                 | 7                                                    | -0.4                                                 | -12.1                                                | −22.5                                                | -4.2                                                 |
| Temp. mín. media (°C)                                | -30.5                                                | -27.7                                                | -21.9                                                | -11.1                                                | -1.8                                                 | 5                                                    | 9.2                                                  | 8.2                                                  | 2.6                                                  | -4                                                   | -16.1                                                | -27.1                                                | -9.6                                                 |
| Temp. mín. abs. (°C)                                 | -46.1                                                | -45.0                                                | -42.6                                                | -32.2                                                | -22.8                                                | -10.2                                                | -1.7                                                 | -1.7                                                 | -9.1                                                 | -26.9                                                | -39.4                                                | -45.1                                                | -46.1                                                |
| Precipitación total (mm)                             | 17.5                                                 | 21.2                                                 | 20.3                                                 | 23.2                                                 | 44.2                                                 | 53.9                                                 | 81.8                                                 | 77.2                                                 | 55                                                   | 40.9                                                 | 37.5                                                 | 26.7                                                 | 499.4                                                |
| Fuente: Environment Canada                           |                                                      |                                                      |                                                      |                                                      |                                                      |                                                      |                                                      |                                                      |                                                      |                                                      |                                                      |                                                      |                                                      |